# Classe Alvand
La classe Alvand è una classe di unità di scorta della Marina militare iraniana, ordinate ai cantieri Vosper Thornycroft e costruite in Gran Bretagna per la Marina Imperiale Iraniana.

## Caratteristiche
La classe era costituita da quattro unità classificate DE o cacciatorpediniere di scorta. Erano delle unità molto veloci, con una velocità massima di ben 39 nodi con un apparato motore tipo CODOG con due motori diesel Paxman Ventura da 3800 CV e due turbine a gas Rolls Royce Olympus TM-3A dalla potenza di 46000 cavalli. Con la propulsione diesel la velocità massima è di 17 nodi, mentre l'autonomia è di 5000 miglia a 15 nodi. L'armamento artiglieresco contava sul cannone da 114 mm Mk 8, 2 impianti Oerlikon da 20 mm binati e 2 singoli, missili antiaerei Sea Cat e Sea Killer 2, missili leggeri antinave con guida radar semiattiva, antisignani dei Marte.
La classe era denominata Classe Saam e le unità erano state battezzate con nomi di personaggi dello Shahnameh, il poema epico nazionale del poeta persiano Ferdowsi, ma dopo la rivoluzione islamica le unità sono state ribattezzate con nomi di montagne dell'Iran e riclassificate fregate.
Le unità attualmente in servizio sono tre in quanto la fregata Sahand è stata affondata nel 1988 durante l'Operazione Praying Mantis, quando cercando di colpire un A-6 Intruder della portaerei USS Enterprise venne colpita da un missile Harpoon lanciato dal bombardiere americano.

## Unità della classe
| Nave                 | matricola      | Cantiere           | Varo | Destino                     |
| -------------------- | -------------- | ------------------ | ---- | --------------------------- |
| Alvand - ex-Saam     | 71 (ex- DE 12) | Vosper Thornycroft | 1968 | In Servizio                 |
| Alborz - ex-Zaal     | 72 (ex DE 14)  | Vickers            | 1969 | In Servizio                 |
| Sabalan- ex-Rostam   | 73 (ex DE 16)  | Vickers            | 1969 | In Servizio                 |
| Sahand - ex-Faramarz | 74 (ex DE 18)  | Vosper Thornycroft | 1969 | affondata il 18 aprile 1988 |